# P21
Pour les autres significations, voir P21 (homonymie).
p21Cip1 (ou p21Waf1), également connue sous le nom de cyclin-dependent kinase inhibitor 1 ou CDK-interacting protein 1 est une protéine inhibitrice des CDK. Elle est connue pour inhiber les complexes CDK2 et CDK4 et permettre ainsi l'arrêt du cycle cellulaire. La protéine p53 est notamment connue pour être un régulateur de p21.

p21 permet également l'importation du complexe CDK4/6-CyclineD1 dans le noyau grâce à sa séquence NLS.
La protéine p21 est codée par le gène CDKN1A, localisé sur le chromosome 6 humain.
1. 1 2 3  GRCh38: Ensembl release 89: ENSG00000124762 - Ensembl, May 2017
2. 1 2 3  GRCm38: Ensembl release 89: ENSMUSG00000023067 - Ensembl, May 2017
3. ↑  « Publications PubMed pour l'Homme », sur National Center for Biotechnology Information, U.S. National Library of Medicine
4. ↑  « Publications PubMed pour la Souris », sur National Center for Biotechnology Information, U.S. National Library of Medicine